# Селище радгоспу «Шатовський»
селище радгоспу «Шатовський» (рос. 2-го участка совхоза «Шатовский») — селище в Арзамаському районі Нижньогородської області Російської Федерації.
Населення становить 0 осіб. Входить до складу муніципального утворення Шатовська сільрада.

## Історія
Від 2009 року входить до складу муніципального утворення Шатовська сільрада.

## Населення
1. Н/Д[2]